# Championnat de Belgique de basket-ball de deuxième division
Le championnat de Belgique de basket-ball de deuxième division , nommé Top Division Men 1 (TDM1), est l'antichambre de l'élite du basketball belge et se dispute sous l'égide de Basketball Belgium. Il est coorganisé par les fédérations francophone (Association Wallonie Bruxelles de Basketball) et néerlandophone (Basketbal Vlaanderen) de basket belge. 

## Championnat de Division 2

### Organisation du championnat
Le championnat se déroule de septembre à mai entre 14 équipes de niveau semi-professionnel et amateur. Il peut exceptionnellement (et c'est le cas en 2013-2014) se jouer à 16 équipes. Le vainqueur final est, moyennant la demande et l'octroi d'une licence auprès de la Ligue Ethias.  Certaines équipes en présence sont, en réalité des équipes « satellites » des clubs de Division 1, permettant ainsi à leurs jeunes de s’aguerrir en attendant d'intégrer l'élite.
La compétition consiste en :
- une saison régulière où chaque équipe rencontre deux fois les autres équipes, une fois dans chacune des villes. Les deux derniers au championnat sont censés (sauf soucis financiers d'autres clubs) être relégués en Division 3.
- des play-offs qui font se rencontrer les 8 premières équipes classées au terme de la saison régulière. Lors des quarts de finale, le premier rencontre le 8e classé, le 2e au 7e et ainsi de suite. Deux victoires sont nécessaires pour accéder aux demi-finales qui a lieu aussi au meilleur des 3 manches. La finale se joue également au "Best of three". Le classement de la saison régulière détermine :

- - un avantage en quarts de finale : les équipes mieux classées rencontrent des équipes plus « faibles ».
  - l'avantage du terrain dans une confrontations entre deux équipes si elles doivent se rencontrer un nombre impair de fois à un stade de la compétition des play-offs.

Le vainqueur des play-offs accède, s'il remplit les conditions, à l'élite.

## Palmarès
| Saison    | Vainqueur           | Score          | Finaliste           |
| 2010-2011 | Kangoeroes Boom     |                |                     |
| 2011-2012 | Gembo BBC (nl)      | 2-1            | Basket Waregem (en) |
| 2012-2013 | Gembo BBC (nl)      | 2-1            | Kangoeroes Boom     |
| 2013-2014 | Basket Waregem (en) | 2-1            | Gembo BBC (nl)      |
| 2014-2015 | Gembo BBC (nl)      | 2-0            | Basket Waregem (en) |
| 2015-2016 | Basket Waregem (en) | 2-1            | BC Houthalen        |
| 2016-2017 | Gand Hawks          | 2-0            | Basket Waregem (en) |
| 2017-2018 | BC Gistel-Ostende   | 2-0            | Gembo BBC (nl)      |
| 2018-2019 | Oxaco BBC           | 2-1            | Basket Waregem (en) |
| 2019-2020 | Saison annulée      | Saison annulée | Saison annulée      |
| 2020-2021 | Saison annulée      | Saison annulée | Saison annulée      |
| 2021-2022 | Guco Lierre         | 2-0            | Courtrai Spurs      |
| 2022-2023 | Courtrai Spurs      | 2-1            | LDP donza (nl)      |
| 2023-2024 | LDP Donza (nl)      | 2-0            | Falco Gand (nl)     |
| 2024-2025 | LDP Donza (nl)      | 2-1            | Guco Lierre         |

## Sources et références
1. ↑  (en) « TDM1 Season 2010-'11 », sur thisisbasketball.be (consulté le 18 février 2025)
2. ↑  (en) « TDM1 Season 2011-'12 », sur thisisbasketball.be (consulté le 18 février 2025)
3. ↑  (en) « TDM1 Season 2012-'13 », sur thisisbasketball.be (consulté le 18 février 2025)
4. ↑  (en) « TDM1 Season 2013-'14 », sur thisisbasketball.be (consulté le 18 février 2025)
5. ↑  (en) « Top Division I Basketball 2014-2015, News, Teams, Scores, Stats, Stanings, Awards », sur eurobasket.com (consulté le 18 février 2025)
6. ↑  (en) « Top Division I Basketball 2015-2016, News, Teams, Scores, Stats, Stanings, Awards », sur eurobasket.com (consulté le 18 février 2025)
7. ↑  (en) « Top Division I Basketball 2016-2017, News, Teams, Scores, Stats, Stanings, Awards », sur eurobasket.com (consulté le 18 février 2025)
8. ↑  (en) « Top Division I Basketball 2017-2018, News, Teams, Scores, Stats, Stanings, Awards », sur eurobasket.com (consulté le 17 février 2025)
9. ↑  (en) « Top Division I Basketball 2018-2019, News, Teams, Scores, Stats, Stanings, Awards », sur eurobasket.com (consulté le 17 février 2025)
10. ↑  « TDM 1 et 2: les deux séries elles aussi définitivement arrêtées pour cause de Coronavirus ! », sur basketballbelgium.be, 18 mars 2020 (consulté le 17 février 2025)
11. ↑  « ARRET DES COMPETITIONS AWBB 2020 – 2021 », sur awbb.be, 10 janvier 2021 (consulté le 17 février 2025)
12. ↑  (en) « Top Division I Basketball 2021-2022, News, Teams, Scores, Stats, Stanings, Awards », sur eurobasket.com (consulté le 17 février 2025)
13. ↑  (en) « Top Division I Basketball 2022-2023, News, Teams, Scores, Stats, Stanings, Awards », sur eurobasket.com (consulté le 17 février 2025)
14. ↑  (en) « Top Division I Basketball 2023-2024, News, Teams, Scores, Stats, Stanings, Awards », sur eurobasket.com (consulté le 17 février 2025)